# Ґожиково
Ґожиково (пол. Gorzykowo, нім. Görzhof) — село в Польщі, у гміні Вітково Гнезненського повіту Великопольського воєводства.
Населення — 305 осіб (2011).
У 1975-1998 роках село належало до Конінського воєводства.

## Демографія
Демографічна структура станом на 31 березня 2011 року:
|          | Загалом | Допрацездатний вік | Працездатний вік | Постпрацездатний вік |
| -------- | ------- | ------------------ | ---------------- | -------------------- |
| Чоловіки | 149     | 47                 | 92               | 10                   |
| Жінки    | 156     | 34                 | 96               | 26                   |
| Разом    | 305     | 81                 | 188              | 36                   |